# Дебора Снайдер
Дебора Снайдер (англ. Deborah Snyder) — американська кінопродюсерка, найбільш відома як кінопродюсер фільмів «300 спартанців», «Хранителі» та «Людина зі сталі». Належить до числа засновників кінокомпанії The Stone Quarry.

## Життєпис
Дебора Снайдер працювала в рекламному агентстві Нью-Йорка до кар'єри в ролі продюсера. В 1996 році, вона найняла Зака Снайдера, щоб зняти рекламу для Reebok, сподіваючись створити рекламу з кінематографічним відчуттям. У той час, вона зустрічалася з артдиректором, а Снайдер був одружений. В 1997 році, була продюсером телевізійного документального фільму «Поговори зі мною: Американці в розмові». В 2002 році, вона найняла Зака Снайдера, щоб зняти рекламу дезодоранту Soft and Dri в Новій Зеландії. Вони почали зустрічатися після закінчення зйомок. В 2004 році подружжя стало співзасновниками кінокомпанії The Stone Quarry разом з їх партнером-продюсером Уеслі Коллером.

## Особисте життя
В 2004 році вийшла заміж за Зака Снайдера. Вони вперше зустрілись в 1996 році та одружилися 25 вересня 2004 року в Єпископальній церкві святого Варфоломія в Мангеттені в місті Нью-Йорк.

## Фільмографія
| Рік  | Українська назва                               | Роль                |
| ---- | ---------------------------------------------- | ------------------- |
| 2006 | 300 спартанців                                 | Виконавчий продюсер |
| 2009 | Хранителі                                      | Продюсер            |
| 2010 | Легенди нічної варти                           | Виконавчий продюсер |
| 2011 | Заборонений прийом                             | Продюсер            |
| 2013 | Людина зі сталі                                | Продюсер            |
| 2014 | 300 спартанців: Відродження імперії            | Продюсер            |
| 2016 | Бетмен проти Супермена: На зорі справедливості | Продюсер            |
| 2016 | Загін самогубців                               | Виконавчий продюсер |
| 2017 | Диво-жінка                                     | Продюсер            |
| 2017 | Ліга справедливості                            | Продюсер            |
| 2018 | Аквамен                                        | Виконавчий продюсер |
| 2020 | Диво-жінка 1984                                | Продюсер            |
| 2021 | Ліга справедливості Зака Снайдера              | Продюсер            |
| 2021 | Армія мерців                                   | Продюсер            |
| 2021 | Загін самогубців 2                             | Виконавчий продюсер |
| 2021 | Армія злодіїв                                  | Продюсер            |
| 2023 | Аквамен і загублене королівство                | Виконавчий продюсер |
| 2023 | Флеш                                           | Виконавчий продюсер |
| 2023 | Бунтівний місяць                               | Продюсер            |
| 2024 | Бунтівний місяць 2                             | Продюсер            |